# Limburg (Kirchenbezirk)
Der Bezirk Limburg war einer der 11 Bezirke des Bistums Limburg. Er war in weiten Teilen deckungsgleich mit dem hessischen Landkreis Limburg-Weilburg, hinzu kamen im Süden das Gebiet um Diez und Katzenelnbogen, die zum rheinland-pfälzischen Rhein-Lahn-Kreis zählt.
An die Stelle der Bezirke traten zum 1. Mai 2024 die Regionen.

## Größe und Lage
Der ehemalige Bezirk ist ländlich geprägt – kleine Kreisstädte sind die Zentren. Teile des unteren Westerwalds stellten den Norden des Bezirks dar. Kirchlich war der Bezirk sehr unterschiedlich strukturiert: einerseits katholisches „Kernland“ im „Goldenen Grund“ (Taunus) zwischen Limburg und Bad Camberg sowie im Westerwald, andererseits Diaspora-Situationen in Diez und Katzenelnbogen sowie in der Region Weilburg und Weilrod mit Ausnahme von Hasselbach. Im Bezirk, der auch die Bischofsstadt Limburg umfasste, lebten etwa 90.000 Katholiken. Zum Vergleich: Das Bistum Limburg hat mit seinen 11 Bezirken insgesamt 608.080 Katholiken (31. Dezember 2018).

## Pfarreien und Pastoraler Raum Limburg

### Pfarrei St. Johannes Nepomuk (Sitz in Hadamar)
Die Pfarrei besteht aus den Kirchorten
- St. Ägidius, Beselich-Obertiefenbach
- St. Antonius Erem., Hadamar-Oberzeuzheim
- St. Bartholomäus, Limburg-Ahlbach
- St. Johannes Nepomuk, Hadamar
- St. Leonhard, Hadamar-Oberweyer
- Mariä Heimsuchung, Hadamar-Steinbach
- St. Marien, Beselich-Niedertiefenbach
- St. Peter, Hadamar-Niederzeuzheim
- St. Peter in Ketten, Hadamar-Niederhadamar

### Pfarrei St. Peter und Paul (Sitz in Bad Camberg)
Die Pfarrei besteht aus den Kirchorten
- St. Antonius, Bad Camberg-Oberselters
- St. Ferrutius, Bad Camberg-Würges
- St. Georg, Bad Camberg-Schwickershausen
- St. Mauritius, Bad Camberg-Erbach
- St. Peter und Paul, Bad Camberg
- St. Wendelin, Bad Camberg-Dombach
- St. Christophorus, Selters-Niederselters
- St. Margaretha, Weilrod-Hasselbach (Hochtaunuskreis)
- St. Nikolaus, Selters-Haintchen
- St. Petrus, Selters-Eisenbach

### Pfarrei St. Blasius im Westerwald (Sitz in Frickhofen)
Die Pfarrei besteht aus den Kirchorten
- St. Bartholomäus, Dornburg-Wilsenroth/Berzhahn
- St. Johannes der Täufer, Waldbrunn-Lahr
- St. Laurentius, Waldbrunn-Hausen
- St. Leonhard, Waldbrunn-Fussingen
- Maria Verkündigung, Waldbrunn-Hintermeilingen
- Maria Königin, Elbtal-Elbgrund
- St. Margareta, Dornburg-Dorndorf
- St. Martin, Dornburg-Frickhofen
- St. Matthias, Dornburg-Langendernbach
- St. Maximinus, Waldbrunn-Ellar
- St. Nikolaus, Elbtal-Dorchheim
- St. Oswald, Elbtal Hangenmeilingen
- St. Stephanus, Dornburg-Thalheim
- St. Valentin, Elbtal-Heuchelheim

### Pfarrei Heilig Geist Goldener Grund/Lahn (Sitz in Niederbrechen)
Die Pfarrei besteht aus den Kirchorten
- Hl. Sieben Brüder, Brechen-Oberbrechen
- St. Georg, Brechen-Werschau
- St. Josef, Villmar-Aumenau
- St. Lambertus, Runkel-Arfurt
- Mariä Heimsuchung, Runkel
- St. Marien, Hünfelden-Kirberg
- St. Marien, Villmar-Langhecke
- St. Maximinus, Brechen-Niederbrechen
- St. Peter und Paul, Villmar

### Pfarrei Heilig Kreuz Oberlahn (Sitz in Weilburg)
Die Pfarrei besteht aus den Kirchorten
- Christkönig, Weinbach-Gräveneck
- Dreifaltigkeit, Weilmünster
- Heilig Kreuz, Weilburg
- St. Hedwig, Löhnberg
- St. Laurentius, Mengerskirchen-Dillhausen
- St. Katharina, Mengerskirchen-Waldernbach
- St. Maria Magdalena, Mengerskirchen
- Mariä Geburt, Mengerskirchen-Winkels
- St. Michael, Mengerskirchen-Probbach

### Pfarrei St. Christophorus Diezer Land (Sitz in Diez)
Die Pfarrei besteht aus den Kirchorten
- Herz Jesu, Diez
- St. Bartholomäus, Balduinstein
- St. Bonifatius, Holzappel
- Maria Empfängnis, Zollhaus
- Mariä Himmelfahrt, Pohl
- St. Petrus, Katzenelnbogen

### Pastoraler Raum Limburg (Sitz in Limburg)
Der Pastorale Raum besteht aus den Kirchengemeinden
- Dom St. Georg, Limburg
- St. Antonius, Limburg-Eschhofen
- St. Hildegard, Limburg
- St. Johannes der Täufer, Elz
- St. Jakobus, Limburg-Lindenholzhausen
- St. Josef, Limburg-Staffel
- St. Lubentius, Limburg-Dietkirchen
- St. Marien, Limburg
- St. Nikolaus, Runkel-Dehrn
- St. Servatius, Limburg-Offheim
- Kath. Italienische Gemeinde, Limburg

### Bezirksdekan
Bezirksdekan war seit 25. Februar 2018 Andreas Fuchs, Pfarrer der Pfarrei St. Johannes Nepomuk Hadamar. Fuchs war Nachfolger des am 11. Dezember 2016 verstorbenen Pfarrers Franz-Josef Kremer.

## Einrichtungen und Ordensgemeinschaften
Im ehemaligen Kirchenbezirk Limburg befindet sich die Jugendkirche Crossover, die im Juli 2005 eröffnet wurde. Sitz des Bezirksbüros war das Josefshaus in Hadamar.
Im Gebiet des ehemaligen Kirchenbezirks befinden sich folgende Einrichtungen: 
- ACK Arbeitsgemeinschaft Christlicher Kirchen, Limburg
- Amt für Katholische Religionspädagogik, Hadamar
- Caritasverband für den Bezirk Limburg e. V.
- Exerzitien- und Bildungshaus der St. Vincenz Pallotti Stiftung, Limburg
- jobaktiv, Beratungsstelle für Jugendberufshilfe im Bistum Limburg
- KAB Bezirksverband Limburg, Limburg
- Katholische Familienbildungsstätte Limburg
- Katholisches Männerwerk Obertiefenbach e. V., Beselich
- KEB Bildungswerk Limburg
- kfd-Bezirksteam, Limburg
- kfd-Bezirksverband, Limburg
- kfd-Regionalteam, Limburg – Lahn-Dill-Eder
- KKV – Gemeinschaft der Katholiken in Wirtschaft und Verwaltung, Limburg
- Seelsorge der Justizvollzugsanstalt, Diez
- Stiftung Wallfahrtskapelle Maria Hilf Beselich, Beselich
- Walter-Adlhoch-Haus, Limburg

Eine Reihe von Niederlassungen der Dernbacher Schwestern und die Limburger Zentralen der Pallottinerinnen und Pallottiner prägten und prägen das Leben im ehemaligen Kirchenbezirk.